# Luge nos Jogos Olímpicos de Inverno de 2014 - Duplas
A competição em duplas do luge nos Jogos Olímpicos de Inverno de 2014 foram disputadas no Centro de Sliding Sanki na Clareira Vermelha em Sóchi, em 12 de fevereiro.

## Medalhistas
| Ouro   | GER Tobias Wendl / Tobias Arlt       |
| Prata  | AUT Andreas Linger / Wolfgang Linger |
| Bronze | LAT Andris Šics / Juris Šics         |

## Resultados
| Pos.              | Bib | Atletas                                     | 1ª descida | Pos. | 2ª descida | Pos. | Total    | Diferença |
| ----------------- | --- | ------------------------------------------- | ---------- | ---- | ---------- | ---- | -------- | --------- |
| Medalha de ouro   | 4   | GER Tobias Wendl / Tobias Arlt              | 49.373     | 1    | 49.560     | 1    | 1:38.933 | —         |
| Medalha de prata  | 2   | AUT Andreas Linger / Wolfgang Linger        | 49.685     | 2    | 49.770     | 2    | 1:39.455 | +0.522    |
| Medalha de bronze | 9   | LAT Andris Šics / Juris Šics                | 49.880     | 5    | 49.910     | 3    | 1:39.790 | +0.857    |
| 4                 | 1   | CAN Tristan Walker / Justin Snith           | 49.857     | 4    | 49.983     | 6    | 1:39.840 | +0.907    |
| 5                 | 12  | RUS Alexandr Denisyev / Vladislav Antonov   | 49.936     | 6    | 50.013     | 7    | 1:39.949 | +1.016    |
| 6                 | 10  | ITA Christian Oberstolz / Patrick Gruber    | 49.976     | 7    | 50.043     | 8    | 1:40.019 | +1.086    |
| 7                 | 7   | ITA Ludwig Rieder / Patrick Rastner         | 50.064     | 8    | 49.975     | 5    | 1:40.039 | +1.106    |
| 8                 | 8   | GER Toni Eggert / Sascha Benecken           | 50.274     | 10   | 49.944     | 4    | 1:40.218 | +1.285    |
| 9                 | 3   | RUS Vladislav Yuzhakov / Vladimir Makhnutin | 50.068     | 9    | 50.269     | 10   | 1:40.337 | +1.404    |
| 10                | 18  | LAT Oskars Gudramovičs / Pēteris Kalniņš    | 50.388     | 12   | 50.074     | 9    | 1:40.462 | +1.529    |
| 11                | 6   | USA Christian Niccum / Jayson Terdiman      | 50.354     | 11   | 50.591     | 13   | 1:40.945 | +2.012    |
| 12                | 13  | SVK Marián Zemaník / Jozef Petrulák         | 50.548     | 13   | 50.409     | 12   | 1:40.957 | +2.024    |
| 13                | 5   | CZE Lukáš Brož / Antonín Brož               | 50.665     | 15   | 50.387     | 11   | 1:41.052 | +2.119    |
| 14                | 16  | USA Matthew Mortensen / Preston Griffall    | 50.637     | 14   | 51.066     | 14   | 1:41.703 | +2.770    |
| 15                | 14  | POL Patryk Poreba / Karol Mikrut            | 51.010     | 17   | 51.170     | 15   | 1:42.180 | +3.247    |
| 16                | 15  | SVK Marek Solčanský / Karol Stuchlák        | 50.904     | 16   | 51.481     | 18   | 1:42.385 | +3.452    |
| 17                | 19  | UKR Oleksandr Obolonchyk / Roman Zakharkiv  | 51.795     | 19   | 51.233     | 16   | 1:43.028 | +4.095    |
| 18                | 17  | KOR Park Jin-Yong / Cho Jung-Ming           | 51.643     | 18   | 51.475     | 17   | 1:43.118 | +4.185    |
| 19                | 11  | AUT Peter Penz / Georg Fischler             | 49.793     | 3    | 54.252     | 19   | 1:44.045 | +5.112    |

Legenda
| Recorde mundial      | Recorde mundial (World record)               |                       | Recorde africano                      | Recorde africano (African) |                                           | Q | Classificado por posição (Qualified) |
| Recorde olímpico     | Recorde olímpico (Olympic record)            | Recorde da América    | Recorde da América (Americas)         | q                          | Classificado por melhor tempo (Qualified) |   |                                      |
| Melhor marca do ano  | Melhor marca do ano (World leading)          | Recorde asiático      | Recorde asiático (Asian)              | DNS                        | Não largou (Did not start)                |   |                                      |
| Recorde nacional     | Recorde nacional (National record)           | Recorde europeu       | Recorde europeu (European)            | DNF                        | Não terminou (Did not finish)             |   |                                      |
| Recorde pessoal      | Recorde pessoal do atleta (Personal best)    | Recorde da Oceania    | Recorde da Oceania (Oceania)          | DSQ / DQ                   | Desclassificado (Disqualified)            |   |                                      |
| Recorde da temporada | Recorde da temporada do atleta (Season best) | Recorde sul-americano | Recorde sul-americano (South America) | NM                         | Sem marca (No mark)                       |   |                                      |